# Elsa Fayer
Elsa Fayer, née le 9 novembre 1974 à Enghien-les-Bains (Val-d'Oise), est une journaliste, productrice et animatrice audiovisuelle française.

## Biographie

### Première apparition télévisée
Alors qu’elle n’a que huit ans, elle fait sa première apparition sur le petit écran dans l’émission Vitamine sur TF1, animée par Karen Cheryl, et dans laquelle elle restera à l’antenne jusqu’en 1984. 

### Mannequinat et formation
Quatre ans plus tard, Elsa prend la pose pour la marque Kookaï tout en poursuivant ses études de droit. 
Elle intègre par la suite l’EFAP, l’École Française des Attachés de Presse, obtient en 1997 une maîtrise en communication médias et commence véritablement sa carrière sur le petit écran avec l’émission Système Téva sur Téva. 

### Chroniqueuse de radio
Elle est chroniqueuse sur Europe 1, dans l'émission On va s'gêner présentée par Laurent Ruquier de 2002 à 2013.

### Animatrice de télévision

#### Sur M6
Elsa Fayer est animatrice dans le groupe M6, sur la chaîne FunTV en 1999. 
Entre 2000 et 2002, elle présente en direct depuis Monaco, les World Music Awards puis les M6 Awards en direct de Lille ainsi que Fun TV Live devant 50 000 personnes ainsi que L'open du cœur au Stade de France. Elle anime la même année le prime-time, Toutes les télés.
En 2003, elle est en coulisses de l'émission À la recherche de la Nouvelle Star sur M6 pour soutenir les candidats avant et après leurs passages sur scène.
Elle anime quotidiennement Tubissimo et Toutes les télés du monde[réf. nécessaire].

#### Sur France Télévisions
De 2002 à 2007, elle est chroniqueuse dans l’émission de Laurent Ruquier On a tout essayé sur France 2. Elle a commenté pour France 3, en direct d'Istanbul le Concours Eurovision de la chanson 2004, avec Laurent Ruquier, ainsi que le Concours Eurovision de la chanson junior 2004 en novembre de la même année, en Norvège. 
Pendant l'été, on l'a vue en 2004 aux commandes d'une émission sur France 2, Tout peut arriver ainsi qu'au Festival du rire de Montréal.
En mars 2005, elle présente en prime-time et en direct sur France 3 avec Laurent Ruquier, les deux émissions de la sélection française pour le Concours Eurovision de la chanson.

#### Sur le Groupe TF1
Elsa Fayer travaille également sur TF1 dans Y’a que la vérité qui compte en 2002 et 2003 de Bataille et Fontaine ou encore Jury de stars sur NT1 en 2007.
À la rentrée 2010, elle revient sur TF1 pour présenter l'émission de télé-réalité Qui veut épouser mon fils ? qui atteint pour sa première saison les 4,5 millions de téléspectateurs.
En mars 2011, elle présente l'émission de téléréalité Carré ViiiP que TF1 décide d'arrêter après seulement deux semaines de diffusion. Laurent Storch, directeur des programmes de la chaîne, évoquant alors au micro de RTL « un problème de casting des candidats ». Le prime-time de lancement avait réuni 3,9 millions de téléspectateurs tandis que les quotidiennes rassemblaient jusqu'à 2,5 millions.
Elle anime la troisième saison de Mon incroyable fiancé à Miami, diffusée en deuxième partie de soirée, du 17 octobre au 21 novembre 2014.
Elle anime régulièrement depuis 2016 les tirages du Loto et de l'Euro Millions, en alternance avec Jean-Pierre Foucault, Marion Jollès-Grosjean, Christophe Beaugrand, Karine Ferri, Iris Mittenaere et Anais Grangerac.
Le 19 avril 2016, elle anime Le Grand Bêtisier sur TMC.
Du 21 novembre 2016 au 3 février 2017, elle présente en quotidienne avec Christophe Beaugrand le « débrief » de la deuxième saison de La Villa des cœurs brisés sur NT1.
Du 28 janvier au 11 février 2017, elle présente le samedi après-midi sur TF1 C'est le bouquet, la bataille des fleuristes, le premier concours de fleuristes télévisé en France. Ce programme parviendra à séduire en moyenne 1,22 million de téléspectateurs, ce qui représente un très bon score pour cette case horaire.
À partir du 3 juillet 2017, elle présente l'émission de télé-réalité 10 couples parfaits sur NT1 (devenue TFX). Il s'agit de l'adaptation française du programme américain Are You The One ?, diffusé depuis plusieurs années à travers le monde. L'émission permettra à NT1 de signer de belles audiences estivales en access (jusqu'à 16% de parts de marché sur les FRDA). Fort du succès de la première saison, Elsa Fayer présente les deuxième, troisième, quatrième et cinquième saisons.
Dès le 30 août 2021, elle est aux commandes de l'émission de télé-réalité La Bataille des Couples, en quotidienne sur TFX, en remplacement de Christophe Beaugrand, ayant quitté le programme après 2 saisons.

### Vie privée
Elsa Fayer a trois filles, Ambre, née d'une première union, ainsi que des jumelles, Liv et Emy, dont le père est Zach Hanoun qu'elle a épousé en 2016.

## Émissions de télévision

### Animatrice
- 1982-1984 : Vitamine sur TF1
- 1998-2000 : Génération Fun sur Fun TV
- 2000-2001 : What's Fun sur Fun TV, avec David Lantin
- 2000 : World Music Awards sur M6
- 2000 : M6 Awards sur M6
- 2000 : Concert Fun TV Live sur Fun TV
- 2002 : L'Open du coeur sur M6
- 2000-2002 : Toutes les télés sur M6 : coprésentation
- 2002 : Tubissimo sur M6 avec Zuméo
- 2002 : Ça se passe entre nous sur Fun TV
- 2002 : Ça va taper sur Fun TV
- 2002 : C'est l'after sur M6 avec Zuméo
- 2002 : Y'a pas photo sur TF1: chroniqueuse
- 2002-2007 : On a tout essayé sur France 2 : chroniqueuse
- 2002-2003: Y'a que la vérité qui compte sur TF1 : coprésentation
- 2003 : À la recherche de la Nouvelle Star sur M6 : coulisses de l'émission
- 2003 : Sexualité, si on en parlait sur Fun TV
- 2004 : Concours Eurovision de la chanson sur France 3 : commentaires avec Laurent Ruquier
- 2004 : Tout peut arriver sur France 2
- 2004 : Festival du rire de Montréal sur France 2
- 2004 : L'avenir en direct sur RTL9
- 2005 : L'Eurovision Junior sur France 3
- 2005 : Un candidat pour l'Eurovision 2005 sur France 3 : coprésentation avec Laurent Ruquier
- 2007 : Jury de stars sur NT1
- 2008 : P.Poker Tour sur Eurosport
- 2008-2010 : Tous fan de séries sur Série Club
- 2009-2010 : Il faut le savoir sur RTL9
- 2010 : Poker Dôme sur NT1
- 2010-2015 : Qui veut épouser mon fils ? sur TF1
- 2011 : Carré ViiiP sur TF1
- 2014 : Mon incroyable fiancé sur TF1
- Depuis 2016 : Tirages du Loto et de l'Euromillions sur TF1 : présentatrice (en alternance avec Jean-Pierre Foucault, Christophe Beaugrand, Karine Ferri, Anaïs Grangerac, Inès Vandamme et Alexandre Devoise)
- 2016 : Le Bêtisier de TMC sur TMC
- 2016-2017 : La Villa des cœurs brisés sur NT1 avec Christophe Beaugrand
- 2017 : C'est le bouquet, la bataille des fleuristes sur TF1
- 2017-2022 : 10 couples parfaits sur NT1 devenue TFX
- 2021 : La Bataille des Couples sur TFX
- 2022 : La Bataille des Clans sur TFX

### Productrice
- 2018 : Audition secrète : Qui deviendra une star sans le savoir ? sur M6

### Participante
- 2004, 2006, 2015, 2021, 2023 : Fort Boyard sur France 2
- Depuis 2011 : Le grand Concours des animateurs sur TF1
- 2013 : Mot de passe sur France 2
- 2014 : Les people passent le bac sur NRJ12
- 2015 : L'Œuf ou la Poule ? sur D8 : participante
- 2015 : Le Grand Match sur D8 : candidate

## Autre activité
En 2015, elle devient l'égérie de la marque Waterbike.